# Clifton Msiya
Clifton Msiya (ur. 16 maja 1964 – zm. 7 stycznia 2000) – malawijski piłkarz grający na pozycji napastnika. W swojej karierze rozegrał 81 meczów i strzelił 8 goli w reprezentacji Malawi.

## Kariera klubowa
Swoją karierę piłkarską Msiya rozpoczął w klubie Berec Power Pack, w którym zadebiutował w 1980 roku. W 1983 roku został z nim mistrzem Malawi. W 1986 roku przeszedł do MDC United, w którym grał do końca swojej kariery, czyli do 1992 roku. W 1988 roku wywalczył z nim mistrzostwo kraju.

## Kariera reprezentacyjna
W reprezentacji Malawi Msiya zadebiutował 27 listopada 1980 w wygranym 1:0 meczu Pucharu CECAFA 1980 z Zambią, rozegranym w Chartumie. W 1984 roku został powołany do kadry na Puchar Narodów Afryki 1984. Na tym turnieju zagrał w trzech meczach grupowych: z Algierią (0:3) i z Nigerią (2:2), w którym strzelił gola i z Ghaną (0:1). W kadrze narodowej grał do 1985 roku. Wystąpił w niej 81 razy i strzelił 8 bramek.